# Chalan (compositie van Sotelo)
Chalan, Wall of light earth is een compositie van de Spanjaard Mauricio Sotelo uit 2003.
Sotelo is qua schilderkunst liefhebber van schilderijen van Sean Scully, Mark Rothko en Paul Klee. Als musicus is hij liefhebber van de flamenco. Deze twee liefhebberijen heeft Sotelo gecombineerd in een compositie genaamd Chalan. De compositie is geschreven voor percussionist en ensemble. Naast bovengenoemde bases voegde de componist in dit werk de vermeende oorsprong van de flamenco toe, muziek uit India. Dat vergde een andere aanpak dan een gewoon kamerorkest; deze bevatte in de ogen van de componist onvoldoende mogelijkheden. Als belangrijkste percussie-instrument werd gekozen de tabla, als solist Trilok Gurtu, in het westen bekend uit de Oosterse muziek, maar ook etnomuziek en jazz.
Voor compositietechniek ging Sotelo uit van Indiase iconografie met haar eeuwig bewegende cycli (Indiaas: Calan). Het geeft een wisseling te horen tussen het ensemble en de solist, zoals in een westers concert ook bijna het geval is. De compositie begint met een beladen uitbarsting van het ensemble dat langzaam wegsterft en de solist blijft alleen over met zijn tabla. Na enkele minuten komt het ensemble weer tevoorschijn om vervolgens weer weg te sterven, solist blijft over et cetera. Een melodielijn is niet aanwezig, soms lijkt een maatvoering aanwezig te zijn, maar verdwijnt even snel weer; ook schijnbaar dansbare (deels basis van Calan en flamenco) passages komen voorbij om eveneens weer op te gaan in het geheel. Als aanvulling op de percussie-instrumenten moet de solist zich ook bedienen van zijn stem; beatbox, op de Indiase manier dan, zit in een solopassage.
De componist omschreef het een samensmelting/samenwerking van Indiase en Spaanse muziek en als een Dagboek van een wandelaar (daarbinnen). Dat laatste heeft hij wellicht van oud-leraar Luigi Nono die in zijn latere composities als No hay caminos, hay que caminar... Andrej Tarkovskij zich ook bediende van de term wandelaar, dat was weer terug te voeren op het Spaanse Toledo.
Het werk is geschreven voor musikFabrik en Ensemble für Neue Musik NRW en kreeg haar eerste uitvoering op 3 december 2003 in Funkhaus Wallrafplatz in Keulen door de eerste onder leiding van Stefan Ashbury met Trilok Gurtu.

## Orkestratie
- solopercussionist;
- 1e dwarsfluit, tevens piccolo en altfluit, 2e dwarsfluit, tevens piccolo en basfluit; 1e hobo, 1e besklarinet, 2e besklarinet tevens basklarinet, 1e fagot,
- 1e hoorn, 1e C-trompet, 1e trombone, 2e trombone, 1e tuba
- 2 man / vrouw percussie; piano (soms ook gebruikt als percussie)
- 1e viool, 2e viool, 1 altviool, 1e cello, 2e cello, contrabas

## Discografie
- Uitgave Kairos: musikFabrik o.l.v. Stefan Ashbury solist Trilok Gurtu in een opnamen van 3 december 2003